# Тодорич (вилает Одрин)
 Тази статия е за селото в Турция.  За бившето село в Беласица вижте Тодорич.  
Тодорич или Тодориевич (на турски: Orhaniye) е село в Източна Тракия, Турция, Вилает Одрин.

## География
Селото се намира на 23 километра югозападно от Кешан.

## История
Селото е основано след Руско-турската война 1878 г., от помаци, преселници от Добревци